# Террі Гріффітс
Те́ррі Грі́ффітс, OBE (англ. Terry Griffiths; нар.16 жовтня 1947 — 1 грудня 2024) — валлійський колишній професіональний гравець у снукер. Переможець чемпіонату світу 1979 року та 19 інших професійних турнірів. Був першим переможцем чемпіонату світу в Крусіблі, що пробився з кваліфікації.

## Любительська кар'єра
Колишній листоноша, Террі Гріффітс мав дуже довгу любительську кар'єру. Він виграв національну аматорську першість у 1975 роцы, а потім двічі (в 1977 та 1978) перемагав на чемпіонаті Англії тієї ж версії. У 1978 році Гріффітс перейшов у професіонали.

## Професійна кар'єра
У своєму першому матчі як професіонал Террі зустрівся з англійцем, Рексом Вільямсом, і програв з рахунком 8:9 після лідерства 8:1. Хоч би як там було, ніхто не міг собі уявити, що створить валлієць на чемпіонаті світу 1979 рік. В ібл Гріффітс після успішного подолання кваліфікації вибив з боротьби Перрі Менса і Алекса Гіггінса. Далі, в наполегливому півфінальному матчі Террі переміг австралійця Едді Чарльтона, 19:17. У післяматчевому інтерв'ю він сам несподівано для себе усвідомив, що він зробив, і сказав: «Я ж у фіналі, ви розумієте?!».
У вирішальному матчі валлієць зустрівся з Деннісом Тейлором, явним фаворитом того матчу. Але Гріффітс сенсаційно виграв і зробив це без особливої боротьби з фінальним відривом у вісім партій. У тому ж році Террі у складі збірної Уельсу переміг на командному Кубку світу англійців, 14:3, а в грудні став фіналістом чемпіонату Британії.
1980 рік почався для валлійця чудово. На турнірі Мастерс Террі знову здійснив сенсацію, коли переміг Гіггінса в фіналі, 9:5. Той матч на Вемблі наживо дивилися 2323 глядачів. Але сама несподіванка була не в тому, що валлієць переміг такого сильного суперника, а в тому, що це був його дебютний Мастерс. Гріффітс став першим і єдиним, хто зумів виграти такий престижний турнір з першої спроби, поки у 2007 році цей рекорд не повторив Марк Селбі. Террі незабаром виграв і Benson and Hedges Irish Masters, також вперше на ньому з'явившись. Перед його другим чемпіонатом світу вже складно було уявити, що Гріффітс програє на ранній стадії. Але тим не менше це сталося, коли він поступився новачкові, Стіву Девісу, 10:13, в першому ж матчі («прокляття Крусібл»).
Але Гріффітсу вдалося показати гарну гру в наступному сезоні: тоді він успішно захистив титул чемпіона на Irish Masters і вдруге поспіль зі своєю збірною виграв Кубок Світу. І хоча Террі знову програв Девісу на першості світу, він гарантував собі місце в п'ятірці найсильніших в офіційному рейтингу.
У сезоні 1981/82 Гріффітс вдруге досяг фіналу чемпіонату Великої Британії, проте там без шансів програв Девісу, 3:16. Цікаво, що саме з цього фіналу почалося майже піврічне протистояння Террі і Стіва за виграш титулів. Гріффітс вдалося завоювати титули Lada Classic 1982 року і знову Irish Masters (вигравши його, Гріффітс став першим, хто тричі поспіль перемагав на одному і тому ж змаганні). В обох турнірах його противником був Девіс. Не дивно, що коли на першості світу 1982 року Девіс несподівано оступився в першому ж раунді, Террі відразу став головним претендентом на перемогу. Але цього разу він не зміг виправдати цю довіру і сам вилетів з чемпіонату в стартовому матчі, програвши Віллі Торну.
Хоча з тих пір Гріффітсу жодного разу більше не підкорявся рейтинговий турнір, він виграв безліч дрібних змагань, серед яких були Malaysian Masters 1984 рік, Singapore Masters того ж року; Hong Kong Masters 1985 року і Belgian Classic 1986 року.
Наприкінці 1982 року валлієць все-таки переміг на чемпіонаті Британії, у фіналі буквально вирвавши титул у Алекса Гіггінса, 16:15. Він також став переможцем на Pot Black Cup -1984 і Welsh Professional Championship 1985, 1986 і 1988.Проте найбільшим досягненням Гріффітса з початку 1980-х років став його другий фінал на чемпіонаті світу в 1988 році, коли він зіткнувся зі своїм одвічним суперником, Стівом Девісом. Але тут Девіс виявився на голову сильніше валлійця і святкував перемогу з рахунком 18:11.
В 1986 році в компанії Стіва Девіса, Тоні Мео, Денніса Тейлора, Віллі Торна, а також промоутера, Баррі Хірна, взяв участь у створенні кліпу «Snooker Loopy», жартівливій пісеньці про снукер, з групою Chas&Dave.
- Відео «Snooker Loopy»

На початку 1990-х років Гріффітсу було складніше вигравати, причиною чому були як і вік, так й великий наплив нових, перспективних снукеристів. Однак, він ще раз змусив звернути на себе увагу, коли в 1992 році вийшов у півфінал ЧС і тільки там програв Стівену Гендрі, 4:16. Тим не менш, він вирішив піти з мейн-туру у 1996 році, хоча зіграв свій останній чемпіонат в 1997 році. Тоді він програв Марк Вільямс у вирішальній партії. Це означало, що валлієць зіграв загалом 999 фреймів в Крусібл.

## Тренерська кар'єра
Террі Гріффітс по праву вважається найкращим тренером зі снукеру. За свої заслуги як гравця і тренера у 2007 році Террі нагородили почесним статусом OBE (2-я, офіцерська ступінь ордену). Завдяки йому в мейн-турі з'явилися такі імениті гравці, як Марк Вільямс, Марко Фу, Марк Аллен, Джо Перрі та Алістер Картер. А в минулому Гріффітс також допомагав Стівену Гендрі і Стівену Магвайру.

## Стиль гри
Гріффітс з самого початку і до завершення кар'єри сповідував обережний і повільний снукер. Він завжди серйозно і ґрунтовно готувався до ударів будь-якої складності, що, можливо, і привело його до таких успіхів у кар'єрі.

## Досягнення в кар'єрі
- Чемпіонат світу переможець — 1979
- Чемпіонат світу фіналіст — 1988
- Чемпіонат Великої Британії переможець — 1982 (до 1984 не був рейтинговим турніром)
- Benson & Hedges Masters чемпіон — 1980
- Irish Masters чемпіон — 1980—1982
- Welsh Professional Championship переможець — 1985—1986, 1988
- World Cup чемпіон (у складі команди Уельсу) — 1979—1980
- Pontins Professional переможець — 1981, 1985, 1986
- Lada Classic чемпіон — 1982
- Pot Black Cup чемпіон — 1984
- Belgian Classic (запрошення турнір) чемпіон — 1986
- Hong Kong Masters (запрошення турнір) чемпіон — 1985
- Malaysian Masters (запрошення турнір) чемпіон — 1984
- Singapore Masters (запрошення турнір) чемпіон — 1984
- Чемпіонат світу з артистичного снукеру переможець — 1992,1994